# تشارلز مونتاغيو كوكي
تشارلز مونتاغيو كوكي (بالإنجليزية: Charles Montague Cooke)‏ هو شخصية أعمال أمريكي، ولد في 6 مايو 1849 في هونولولو في الولايات المتحدة، وتوفي في 27 أغسطس 1909.